# Gisela Van Lacke
Gisela Van Lacke (ciudad de Santa Fe, Argentina, 7 de febrero de 1980) es una actriz, conductora y modelo argentina. Debutó como conductora en el programa El garage, emitido por la cadena El Trece.

## Carrera
Su primera aparición en televisión se produjo en 1999 en el programa Música Total por El Trece, como notera. Tres años después de esa aparición e innumerables spots publicitarios, Van Lacke se presentó a un casting en donde buscaban una conductora para el programa El garage del cual fue la conductora por dos periodos consecutivos. Un año más tarde fue llamada para la telenovela Sin código, en donde obtiene su primer papel estable en una ficción.
En 2006 formó parte del elenco de Collar de Esmeraldas, emitida por El Trece. Un año después debuta en teatro con la obra de Patrick Hamilton, Luz de gas, la misma recibió excelentes críticas.
En 2007 debuta en cine con la película argentina Incorregibles, la misma está protagonizada por Guillermo Francella y Dady Brieva, 
En 2008 obtiene el papel de antagonista en Valentino, el argentino, en donde interpretó a Fernanda Ramos. Al finalizar dicha serie, en 2009, es convocada para formar parte del elenco de la telecomedia mexicana Los exitosos Pérez, en donde personificó a Lola Beltrán también como contrafigura En 2012 realiza Urbex para Construir TV Digital como única figura.
Actualmente es madre de tres hijos y vive en Los Ángeles, California.

## Televisión
| Año         | Título                  | Rol / Personaje | Canal                                   |
| ----------- | ----------------------- | --------------- | --------------------------------------- |
| 1999 - 2000 | Música Total            | Notera          | El Trece                                |
| 2004 - 2005 | El Garage TV            | Presentadora    | El Trece                                |
| 2004 - 2006 | Sin código              | Sofía Martínez  | El Trece                                |
| 2006        | Collar de Esmeraldas    | Carmen Iturbe   | El Trece                                |
| 2008 - 2009 | Valentino, el argentino | Fernanda Ramos  | El Trece                                |
| 2009 - 2010 | Los exitosos Pérez      | Lola Beltrán    | Canal de las Estrellas                  |
| 2012 - 2012 | URBEX                   | Conductora      | Construir TV Televisión Digital Abierta |

## Cine
| Año  | Película      | Personaje | Dirección    |
| ---- | ------------- | --------- | ------------ |
| 2007 | Incorregibles | Rocío     | Rodolfo Ledo |

## Teatro
| Año  | Obra       | Personaje | Dirección       | Autor            |
| ---- | ---------- | --------- | --------------- | ---------------- |
| 2007 | Luz de gas | María     | Matías Gandolfo | Patrick Hamilton |